# Sveti Nikola (Budva)
Koordinati:   42°15′53″N, 18°51′10″E
Sveti Nikola je nenaseljen otoček v Jadranskem morju, ki pripada Črni gori.
Otoček leži v Budvanskem zalivu jugojugozahodno od letovoškega masta Budve, od katerega je oddaljen okoli 1,3 km. Otoček je prijeten izletniški kraj z lepo plažo. Na otočku stojijo ruševine cerkvice sv. Nikolaja,  nedokončana na pol porušena marina in svetilnik. Otočk, katerega najvišji vrh doseže višino 120 mnm je znan, da na njem uspeva specifična vrsta lilij (Lilium buthuense).
Svetilnik stoji na skrajnem jugozahodnem delu otočka na rtu Školj. Iz pomorske karte je razvidno, da svetilnik oddaja svetlobni signal: B Bl(3) 10s. Nazivni domet svetilnika je 8 milj.